# Mikoyan MiG-27
El Mikoyan MiG-27 (en ruso: МиГ-27; designación OTAN: Flogger-D/J) es un avión de ataque a tierra originalmente construido por la agencia de diseño Mikoyan en la Unión Soviética y posteriormente producido bajo licencia en la India por Hindustan Aeronautics Limited con el nombre de Bahadur. Está basado en el avión de caza Mikoyan-Gurevich MiG-23, pero optimizado para la función de ataque al suelo. Sin embargo, al contrario del MiG-23, el MiG-27 no ha visto un uso extendido fuera de Rusia, ya que muchos países optaron por el MiG-23BN y el Sukhoi Su-25 en su lugar. Todos los ejemplares rusos y ucranianos han sido retirados de servicio, y en 2020 sólo continúa en servicio en Kazajistán.

## Diseño y desarrollo
Sus nuevos requerimientos técnicos, presentaron la necesidad de dar un salto más para la industria aeronáutica soviética. En 1969 comienza a diseñarse el MiG-23B, una variante del MiG-23 con mejoras de actualización para ataque a tierra. La nueva versión tenía una nueva sección delantera del fuselaje, con el morro más corto para mejorar la visibilidad desde la cabina, parecida al del avión de ataque Sepecat Jaguar. Los costados de la cabina estaban blindados y en la punta alojaba un telémetro láser, un radar telemétrico y un equipo de navegación Doppler. Las tomas de aire y la tobera, ambas de perfil variable en el caza de largo alcance MiG-23, fueron reemplazadas por otras fijas más ligeras y simples, que si bien reducían la velocidad máxima, ahorraban peso. El primer vuelo de esta versión se produce en 1970, y el comienzo de la producción en 1971. Esta variante MiG-23B pronto es sustituida por la nueva variante MiG-23BN.
En 1973 comienza a proyectarse un MiG-23BN con el sistema de guiado "Kayra", que devino en el prototipo del MiG-27, el cual hace su primer vuelo en 1974. En total, la Unión Soviética produjo 910 MiG-27 de varias variantes hasta 1983.
El MiG-27 también se produjo bajo licencia en la India por la firma Hindustan Aeronautics, donde se le conoce con el nombre de Bahadur ("Valiente") y participó en juegos de guerra, combatiendo contra otros aviones de caza occidentales.
La aparición de los MiG-23BN en Cuba en 1978 provocó la llamada "Crisis de los MiG-23" con Estados Unidos. Los MiG-23BN combatieron en numerosos conflictos bélicos, entre ellos en Angola, la guerra entre Irán e Irak, entre Etiopía y Eritrea, y el Líbano (1982). Los MiG-27 también combatieron en Afganistán y en Sri Lanka, en ambos casos contra las guerrillas.

## Historia operacional

### Sri Lanka
Los aviones MiG-27 entraron en servicio con la Fuerza Aérea de Sri Lanka en 2000. Durante la Guerra Civil de Sri Lanka, observaron considerables objetivos de bombardeo y brindaron apoyo aéreo cercano. En agosto de 2000, un MiG-27 se estrelló cerca del Aeropuerto Internacional de Colombo, muriendo su piloto ucraniano. En julio de 2001, un segundo MiG-27 fue destruido y otro dañado en el suelo durante un asalto en la misma base de la fuerza aérea por los Tigres de Liberación del Eelam Tamil. Un MiG-27 se estrelló en el mar cerca del aeropuerto en junio de 2004. Otro avión de combate MiG-27 se estrelló en una misión de entrenamiento de rutina el 13 de febrero de 2012 cerca del área de Dummalasuriya, alrededor de las 13:35. El piloto logró saltar del reactor sin sufrir lesiones.

### India
El 27 de mayo de 1999, durante la Guerra de Kargil, un MiG-27 indio se perdió junto con un MiG-21 mientras apoyaba una ofensiva terrestre india en la región de Cachemira, los pilotos saltaron: uno de ellos, Flight Lieutenant K. Nachiketa, fue capturado por los pakistaníes y el otro, Sqn. Ldr. Ajay Ahuja, murió en un tiroteo. De acuerdo a la IAF, el MiG-27 sufrió un incendio en el motor mientras volaba a gran altitud, admitiéndose que el MiG-21 fue derribado por un SAM portátil (presumiblemente un FIM-92 Stinger).
Desde 2001, la Fuerza Aérea de la India ha perdido más de 12 MiG-27 en accidentes. A mediados de febrero de 2010, la India inmovilizó en tierra a toda su flota de más de 150 aviones, después de que un MiG-27 se estrellara el 16 de febrero de 2010 en Siliguri, Bengala Occidental. El accidente se atribuyó a defectos en los motores R-29 de la aeronave, que se sospecha que ocurrió durante la revisión de la aeronave por parte de Hindustan Aeronautics Limited (HAL). Otro MiG-27 se estrelló en el área de Barmer el 27 de enero de 2015.
El 13 de junio de 2016, un MiG-27 (TU 657) en una misión de entrenamiento se estrelló en un área residencial cerca de la Base de la Fuerza Aérea Jodhpur en Rajasthan, dañando dos casas e hiriendo a tres civiles, mientras el piloto salía de manera segura. El avión parece ser una variante India mejorada de MiG-27.
India retiró el último escuadrón MiG-27ML el 29 de diciembre de 2017. Dos escuadrones con base en Jodhpur continuaron volando en el MiG-27UPG actualizado hasta el 3 de enero de 2020, día donde realizaron su último vuelo y la retirada definitiva de este sistema de armas de la Fuerza Aérea India.
El 4 de septiembre de 2018, un MiG-27 se estrelló en un campo cerca de Jodhpur. El reactor estalló en llamas y quedó completamente destruido. El piloto fue capaz de saltar con seguridad del avión. El avión había despegado de la base aérea de Jodhpur de la Fuerza Aérea India.

### Afganistán

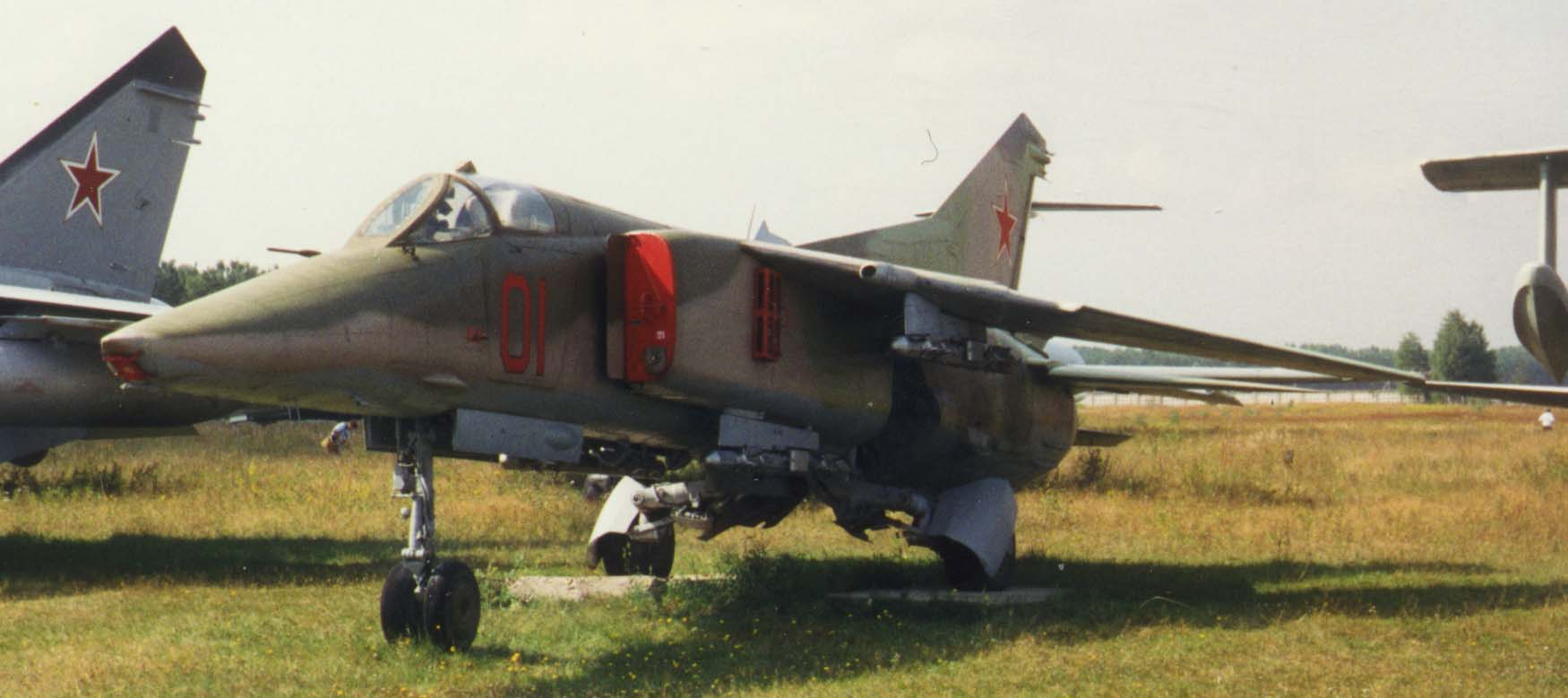
MiG-27 de la Fuerza Aérea Soviética.

El MiG-27 fue utilizado en los años finales de la intervención soviética en Afganistán. Los aviones estaban destinados en la base de Shindand, desde donde realizaban operaciones de ataque, en las que tuvieron un éxito reducido desde tal ubicación, ya que sus motores Tumansky R-29 tenían problema con la ingestión de arena y el combustible combinado con arena, por lo que las operaciones desde las bases en Afganistán eran bastante limitadas, por lo que la mayor parte de los ataques se debieron llevar a cabo desde las propias bases soviéticas. A pesar de estos inconvenientes, el MiG-27 se desempeñó de manera aceptable en las misiones asignadas. Durante las operaciones de ataque, los aviones utilizaban normalmente bombas no guiadas, pero hacia el final del servicio utilizaron los misiles aire superficie Kh-23, Kh-25 y el más moderno Kh-29, con el que los MiG-27 tuvieron un éxito sorprendente, pero a la vez limitado, por la enorme problemática de adaptar los misiles a los aviones. Poco  menos de 24 (algunas fuentes rusas sostienen que hasta 46) MiG-27 fueron adaptados para llevar el misil Kh-29. Los afganos nunca operaron los MiG-27, puesto que nunca fueron entregados a la Fuerza Aérea Afgana y si tal suceso hubiese ocurrido, el resto de las aeronaves que sobrevivieron habrían sido destruidas al final de la guerra. Varios de estos aviones fueron derribados por los misiles portátiles Stinger utilizados por los muyahaidines y los cazas de combate F-16 de Pakistán. A pesar de los muchos reclamos de derribos de MiG-27, no se ha presentado un caso claro sobre ningún aparato abatido, por lo que no se sabe cuántas unidades fueron destruidas en el transcurso del conflicto.

## Variantes

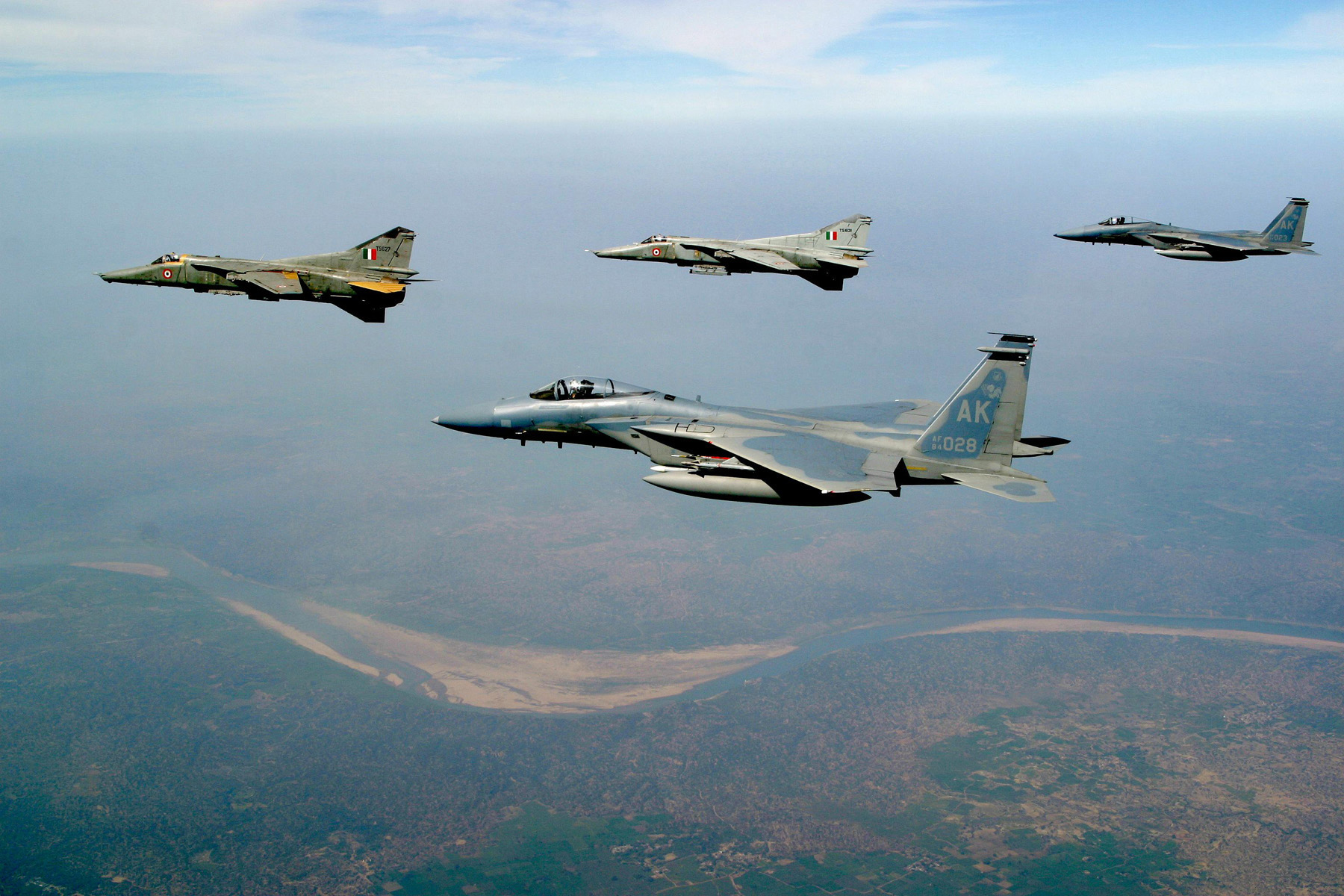
Aviones MiG-27 de la Fuerza Aérea India volando junto a dos F-15.

MiG-23BN "Flogger H"
Versión del MiG-23 especializada en ataque a tierra. Su morro fue rediseñado para mejorar la visibilidad hacia abajo y recibió blindaje. En lugar del radar, tiene un sistema de mira y navegación Sokol-23, y telémetro láser Fon.
MiG-27 "Flogger D"
Desarrollo del MiG-23BN con tomas de aire simplificadas, un telémetro láser, un radar telemétrico y un equipo de navegación Doppler. Podía llevar varios misiles guiados como el Kh-23, el antirradar Kh-25MP, el Kh-25ML de guía láser y bombas planeadoras. 360 construidos.
MiG-27D "Flogger D"
Primera actualización. Con capacidad de ataque nuclear. 304 convertidos.
MiG-27K "Flogger J"
Versión modernizada con pequeños cambios en el morro y pequeñas extensiones de borde de ataque, nuevo equipo. 197 construidos.
MiG-27M "Flogger J"
Versión modernizada de las primeras variantes, similar al MiG-27K pero simplificado, hecho para los pilotos y técnicos menos cualificados. 162 convertidos.
MiG-27ML "Flogger J"
Versión para la India. 210 construidos bajo licencia.
MiG-27H "Flogger J"
Versión india con aviónica francesa.
MiG-27K "Flogger J-2"
Última versión soviética, con bombas de guiado por TV y nuevo cañón de 30 mm.

## Operadores

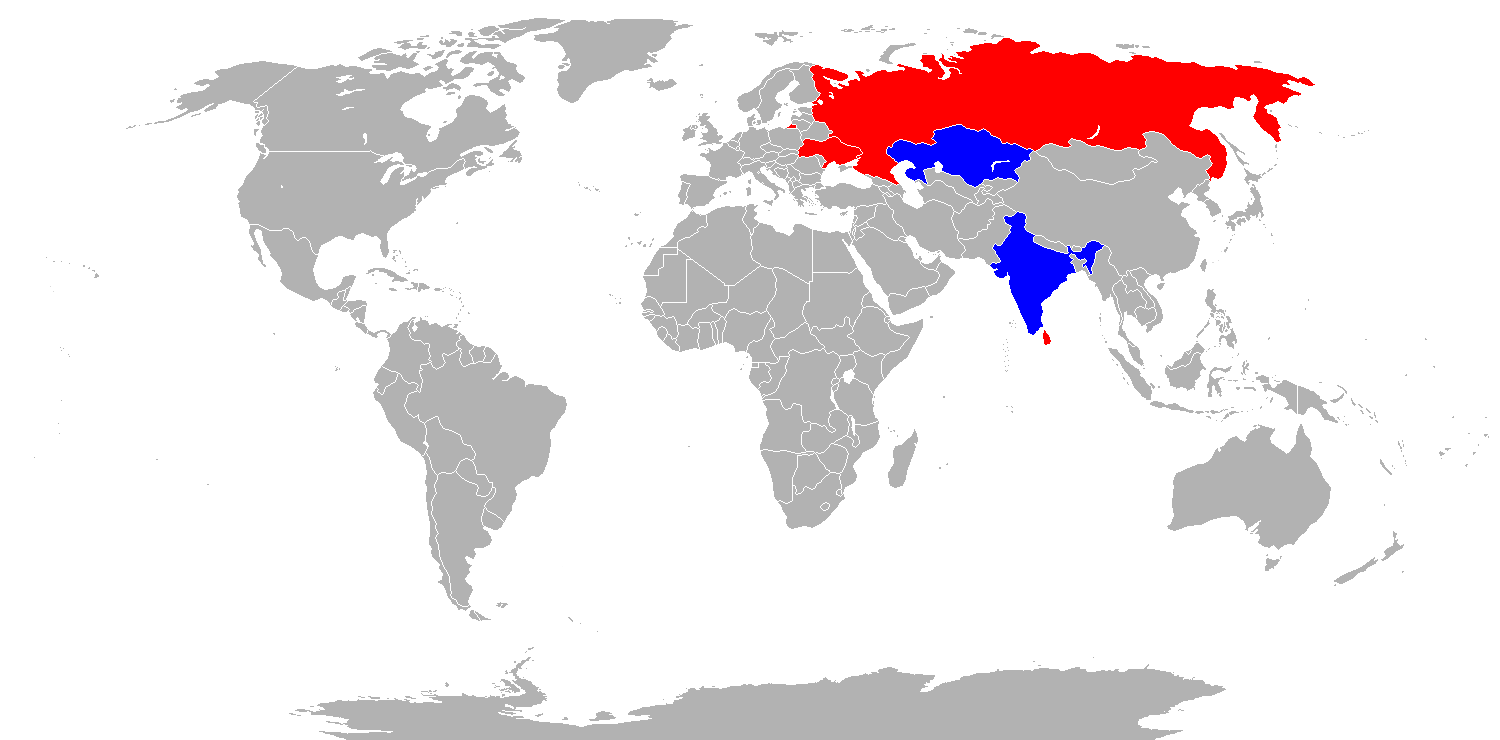
Ex operadores del Mig-27 en rojo y actuales en azul.

Los MiG-23BN fueron exportados a 18 países, pero el MiG-27 se exportó solamente a cuatro (Kazajistán, India, Siria y Sri Lanka):

### Actuales
Kazajistán
- Fuerza de Defensa Aérea de Kazajistán: 12 unidades de MiG-27 a partir de 2018.

### Antiguos
India
- Fuerza Aérea India

 Siria
- Fuerza Aérea Siria

 Sri Lanka
- Fuerza Aérea de Sri Lanka

 Unión Soviética
- Fuerza Aérea Soviética

## Apariciones en los medios
- En la serie de anime Área 88 se puede ver a un escuadrón de MiG-27 realizando ataques a baja cota, demostrando las buenas cualidades de gobierno a baja cota de este avión.
- Aparece en el videojuego War Thunder como avión investigable en sus versiones MiG-27K, MiG-27M y MiG-23BN.
- El MiG-27 aparece como avión que puede ser elegido para su uso en el videojuego Heatseeker.

## Especificaciones
Referencia datos: 

### Características generales
- Tripulación: Uno (piloto)
- Longitud: 17,1 m (56,1 ft)
- Envergadura:
- A 45°: 7,8 m
- A 60°: 14 m
- Altura: 5,8 m (18,9 ft)
- Superficie alar: 37,4 m² (402 ft²)
- Peso vacío: 11 908 kg (26 245,2 lb)
- Peso cargado: 18 100 kg (39 892,4 lb)
- Peso máximo al despegue: 20 670 kg (45 556,7 lb)
- Planta motriz: 1× Turborreactor Tumansky R-29B-300.
  - Empuje normal: 78,5 kN (8005 kgf; 17 648 lbf) de empuje.
  - Empuje con postquemador: 112,8 kN (11 502 kgf; 25 359 lbf) de empuje.

### Rendimiento
- Velocidad máxima operativa (Vno): 1885 km/h (1171 MPH; 1018 kt) y 1350 km/h a nivel del mar
- Radio de acción: 780 m (2559 ft)
- Alcance en ferry: 2500 m (8202 ft)
- Techo de vuelo: 15 240 m (50 000 ft)
- Régimen de ascenso: 200 m/s (39 370 ft/min)
- Carga alar: 605 kg/m² (123,9 lb/ft²)
- Empuje/peso: 0.62

### Armamento
- Cañones: 

  - 1x Gryazev-Shipunov GSh-6-30 de 30 mm con 300 disparos
  - 1x Gryazev-Shipunov GSh-23 de 23 mm con 260 disparos
- Puntos de anclaje: 7 (1 pilón central, 4 pilones bajo el fuselaje y 2 en las alas) con una capacidad de 4000 kg, para cargar una combinación de:  
  - Bombas: 

    - FAB-250
    - FAB-500
    - FAB-1000

  - Cohetes: 

    - UV-16/32-57
    - S-5
    - S-8
    - S-25
    - S-24

  - Misiles: 

    - Misiles aire-aire: Mólniya R-60
    - Misiles aire-superficie: Kh-23 (guiado por radio), Kh-25MP, L (antirradiación y láser) y Kh-29L/LM/T/D.

## Aeronaves relacionadas

### Desarrollos relacionados
- Mikoyan-Gurevich MiG-23

### Aeronaves similares
- Xian JH-7
- Nanchang Q-5
- A-7 Corsair II
- Republic F-105 Thunderchief
- Saab 37 Viggen
- Panavia Tornado
- SEPECAT Jaguar
- Sukhoi Su-17
- Soko J-22 Orao

### Secuencias de designación
- Secuencia MiG-_ (interna de Mikoyan): ← MiG-21 - MiG-23 - MiG-25 - MiG-27 - MiG-29 - MiG-31 - MiG-33 →